# 伊本·希夏姆
阿布·穆罕默德·阿布杜·馬立克·本·希夏姆（阿拉伯语：‎），或稱伊本·希夏姆，整理了伊本·易斯哈格所著的穆罕默德傳記。伊本·易斯哈格的著作早已亡佚，目前只有伊本·希夏姆和塔巴里的版本保留了他的紀錄。伊本·希夏姆生於伊拉克的巴斯拉，但後來遷移到埃及。他在那裡成為眾所皆知的語法家，並積極學習語言和歷史等知識。他的祖先來自希木叶尔王国，雖然有些紀錄認為他是穆阿菲爾·伊本·雅法爾（Mu'afir ibn Ya'far）的後代。

## 作品
- 《先知的傳記》（As-Sirah an-Nabawiyyah）
- 此外他也著有南阿拉伯的歷史：《當代帝王之書》（Kitab al-Tijan li ma'rifati muluk al-zaman）

## 外部連結
- （英文）最早的穆罕默德傳記，伊本·易斯哈格著